# Digya-Nationalpark
Der Digya-Nationalpark ist mit einer Fläche von 3124 km² der zweitgrößte Nationalpark in Ghana. Er liegt auf einer Halbinsel, die von Westen in den Volta-See hineinragt. Sein Gebiet befindet sich zum Teil in der Bono East Region Ghanas und zum Teil in der Ashanti Region. Der Jahresniederschlag beträgt 1000 bis 1200 mm.
Die Vegetation besteht aus baumbestandener Savanne und Galeriewäldern entlang der Flüsse. In den Savannen gibt es meist nur einmal jährlich ergiebige Regenfälle, in den stärker bewaldeten Teilen ist der Regenfall größer und auch auf zwei Regenzeiten verteilt.
Im Digya-Nationalpark sind noch heute Wilderer anzutreffen, die den Wildtierbestand dezimieren. Dieser Park ist bekannt für seine Populationen an Elefanten und Leoparden, aber auch der Fischreichtum dieses am Volta-See gelegenen Nationalparks ist groß. Neben einigen seltenen Meerkatzen- und anderen Affenarten kommen hier verschiedene Antilopenarten vor.